# Озёл
 Озёл — село в Сыктывдинском районе Республики Коми, административный центр сельского поселения Озёл.

## География
Расположено на правобережье Вычегды на расстоянии примерно 16 км по прямой от города Сыктывкар на северо-восток.

## История
Основано в 1678 году, упоминается с 1707 года, в 1720 отмечена как «деревня Озелская», в 1859 г. — Озёльская (Озёлты) при озере Озёлты. В переводе с коми Озёлты — земляничное озеро. В 1885 году отмечено 36 дворов и 250 жителей; в 1916 — 99 и 422 жителя, в 1930 116 и 454.
В 1860—1863 годах была построена деревянная Вознесенская церковь.
До ноября 2005 года в селе находилось Озёльское отделение ГУП РК «Сыктывдинский» (ныне не работает). Здесь работало 45 человек, содержалось 200 голов дойного стада. Производили молоко, масло, мясо.

## Население
Постоянное население составляло 190 человек (коми 83 %) в 2002 году, 172 — в 2010.

## Видео
- https://my.mail.ru//mail/kirill-klass/video/_myvideo/41.html| Населённые пункты Сыктывдинского района | Населённые пункты Сыктывдинского района                                                                                                                                                                                                                                                                                                                                                                                               | Населённые пункты Сыктывдинского района |
| --------------------------------------- | --- | --------------------------------------- |
|                                         | Районный центр Выльгорт Березник Большая Парма Большая Слуда Гавриловка Гаръя Гарьинский Граддор Жуэд Захарово Зеленец Ивановка Ипатово Каргорт Кемъяр Койтыбож Красная Кэччойяг Лэзым Малая Слуда Мальцевгрезд Мандач Мет-Устье Морово Новоипатово Нювчим Озёл Пажга Палевицы Парчег Парчим Позялэм Поинга Прокопьевка Пычим Разгорт Савапиян Сёйты Слудка Сотчемвыв Тупицыно Усть-Пожег Часово Чукачой Шошка Шыладор Ыб Язель Яснэг |                                         |